# Selena y Los Dinos
Selena y Los Dinos était un groupe Tejano américain formé en 1981 par la chanteuse Selena et son père Abraham Quintanilla Jr, jusqu'au meurtre de Selena en 1995, et la dissolution du groupe la même année. Lorsque Selena a signé avec EMI Latin, le président d'EMI, José Behar, a dit à Selena que « le monde voulait Selena, pas Selena y Los Dinos ». Selena a alors commencé à sortir ses albums studio solo sous son nom et son propre titre logo Selena, au lieu de Selena y Los Dinos. Avant que Selena ne soit signée avec EMI, le groupe avait vendu plus de 80 000 exemplaires dans l'État du Texas.

## Histoire

### Débuts (1957-1981)
Entre 1957 et 1971, le père de Selena, Abraham Quintanilla, avait joué avec Los Dinos. Il aimait jouer de la musique et a persuadé Selena d'en faire. Bien qu'elle se soit d'abord plainte de ne pas vouloir le faire, elle a découvert par la suite qu'elle aimait vraiment jouer. Selena a rejoint le groupe familial à l'âge de dix ans, et ils sont devenus professionnels deux ans plus tard. Selena a non seulement chanté lors de concerts organisés par son père, mais elle a également chanté à l'école quand on lui demandait. Le père de Selena a découvert sa voix étonnante, et a répandu les talents musicaux (qu'il a lui-même poursuivis dans ses jeunes années) parmi ses deux enfants plus âgés : A. B. Quintanilla, à la guitare basse, et Suzette Quintanilla, à la batterie. La famille a d'abord présenté son groupe au coin des rues, lors de quinceañeras et d'autres réunions familiales jusqu'à ce que le père de Selena ouvre un restaurant mexicain à Lake Jackson, au Texas, appelé Papágayos en français : « Perroquets » en 1981. Pendant que ses parents s'occupaient du restaurant, Selena s'est produite pour la première fois en public à l'âge de neuf ans. Cependant, le restaurant a commencé à perdre ses clients lorsque la récession de 1981 a frappé le sud du Texas et il a été forcé à la saisie. Peu après la fermeture du restaurant, la famille de Selena a déplacé ses aspirations musicales à Corpus Christi, au Texas. Là, Selena a commencé à gagner en popularité et en respect en tant qu'enfant chanteuse.
En l'espace d'un an, le restaurant de la famille fait faillite et la famille est obligée de s'installer chez des parents, car Abraham a quitté son emploi pour gérer le restaurant à plein temps. Le groupe se produit alors partout où il le peut, y compris dans les mariages, les coins de rue, les foires, les événements et les quinceañeras. À certains endroits, le groupe commence à être très apprécié, alors qu'à d'autres représentations, où les Américains d'origine mexicaine ne sont pas acceptés, il est hué. À une occasion, alors qu'il se produisait à un mariage, le groupe a été hué et de la nourriture a été jetée sur la scène.

### Succès grand public (1981-1988)
En 1981, le label Freddie Records, basé à Corpus Christi, signe un contrat d'enregistrement avec Selena y Los Dinos. En 1981, le label commence à promouvoir le premier album qui doit encore sortir en vendant des singles, des morceaux de l'album dans les magasins locaux. Selena y Los Dinos a commencé à se produire plus fréquemment dans les clubs et les foires locales du Texas alors que leur nom commençait à se répandre dans tout le Texas. En 1984, Freddie a sorti le tout premier album complet du groupe intitulé « Selena y Los Dinos - Mis Primeras Grabaciones ». Lorsque l'album est terminé, le président et propriétaire de Freddie Records dit à Abraham que son groupe, Selena y Los Dinos, n'est pas professionnellement prêt à enregistrer et à sortir un album complet. Ne se laissant pas décourager, Abraham abandonne son contrat et s'en va. Alors qu'il était encore sous contrat avec Freddie Records, le père de Selena a découvert une autre petite maison de disques locale du Texas, Cara Records. L'album The New Girl in Town n'a jamais été vendu dans les magasins, mais les singles de Cara Records ont été vendus séparément et en promotion dans tout l'état du Texas. En 1987, GP Productions, qui a découvert Selena y Los Dinos en train de se produire, a signé un contrat d'enregistrement annuel avec le groupe. Selena y Los Dinos est entrée en studio d'enregistrement peu après la signature du contrat. La même année, ils ont enregistré son deuxième album complet « Alpha » (A dans l'alphabet grec), qui a été le premier album à être publié sans actions en justice ni menaces,,.
En 1987, Munequito De Trapo (en français : « Poupée de chiffon ») est sorti et une augmentation des ventes a commencé à faire connaître le groupe, qui a été promu et mis en valeur dans les Tejano Music Awards. Selena a remporté le prix de la chanteuse de l'année, qu'elle a ensuite remporté huit fois de suite. Le groupe a également reçu et remporté des prix séparément. En 1987, Abraham Quintanilla Jr, qui était fier des victoires et des récompenses du groupe, a sorti And the Winner Is... et a fait chanter à Selena plus de chansons tejano et mexicaines, selon leurs racines afin d'obtenir plus de reconnaissance dans le monde tejano. En 1988, Selena y Los Dinos sort Preciosa, un surnom donné à Selena lorsqu'elle était enfant, qui se vend à 20 000 exemplaires rien qu'au Texas. Aucune autre vente de disque ou de single n'a été enregistrée en dehors des États-Unis. En 1988, les albums de Selena ont commencé à se vendre à 20 000 unités chacun. Le dernier album studio indépendant de Selena y Los Dinos est sorti en 1988 sous le titre Dulce Amor. L'album a permis à Selena d'être remarquée lors des Tejano Music Awards 1989 par José Behar, qui venait d'ouvrir la division latine de EMI Records ; EMI Latin. José Behar se souvient d'avoir vu Selena sur scène et d'avoir vu toute la salle « exploser » à cause de l'excitation et de l'enthousiasme qui émanaient de la charismatique Selena. Peu de temps après sa performance, Behar a signé Selena en tant qu'artiste solo. Selena a commencé à sortir ses albums avec son nouveau logo portant son nom, tandis que le groupe Los Dinos était toujours aux côtés de Selena lors des concerts,,.

### Chris Pérez (1988-1995)
Le frère de Selena, A.B., a rencontré Chris Pérez en 1988 et ils sont devenus amis. Quand l'un des guitaristes du groupe partait, Abraham Quintanilla Jr. lançait un appel ouvert à tous ceux qui, dans l'état du Texas, étaient prêts à participer à la tournée du groupe. Pérez a été interviewé et a joué pour l'un des appels ouverts dans la maison d'Abraham Quintanilla. A.B., qui avait dit à Chris de venir, a été confronté à son père, qui n'aimait pas l'énergie et l'image de Chris Pérez, qui avait son propre groupe de rock et se produisait entièrement en anglais. A.B. insiste sur le fait que Pérez apprendra rapidement la musique, ce qui le convainc de l'engager comme nouveau guitariste principal. Son arrivée dans le groupe s'est avérée être plus compliquée que prévu. Lui et Selena sont tombés amoureux, mais le père de cette dernière, qui voulait conserver l'image propre du groupe, n'a vu que de l'envie dans Pérez. Il les a confronté et leur a dit que leur relation devait prendre fin ou le groupe se séparerait. Pérez a démissionné, tandis que Selena est restée dans le groupe. Cependant, ils se sont mariés secrètement le 2 avril 1992, et Selena a ajouté le nom de famille de Pérez au sien. Elle a essayé de cacher le mariage au reste de la famille, mais la nouvelle s'est rapidement répandue dans les stations de radio et les journaux télévisés. L'aîné des Quintanilla a ensuite accepté Pérez dans la famille et lui a permis de réintégrer le groupe. Peu après le meurtre de Selena, Pérez est parti pour former le Chris Pérez Band. Il a dédié une chanson à sa défunte épouse, l'appelant The Best I Can. Le groupe s'est séparé en 2002, et il a rejoint le frère de Selena, A.B., dans les Kumbia Kings en 2006. A.B. rend maintenant hommage à Selena en utilisant son nom dans ses chansons,.

### La réunion:Selena ¡Vive!(2005)
Le 7 avril 2005, les membres survivants du groupe se sont réunis pour un concert hommage historique et massif en l'honneur de Selena. Le concert, intitulé Selena ¡VIVE !, s'est tenu au Reliant Stadium de Houston, au Texas, et a non seulement fait salle comble, mais est devenu l'émission télévisée en langue espagnole la plus regardée et la plus populaire de tous les temps. Gloria Estefan, Kumbia Kings et Jennifer Lopez, qui a joué le rôle de Selena dans le film sur sa vie, étaient présents. Suzette Quintanilla, la sœur de Selena, ancienne batteuse de Selena y Los Dinos, a annoncé que le groupe Los Dinos se réunissait pour enregistrer une nouvelle chanson pour le groupe Kumbia All-Starz (en) de A.B. Quintanilla avec des artistes invités surprise sur l'album La Vida De Un Genio,.

## Membres
Le groupe se compose de, : 
- Selena - chanteuse (décédée en 1995)
- Chris Pérez -  guitare (1989 - 1991, 1992 - 1995)
- Ricky Vela (en) - claviers
- Joe Ojeda - claviers
- A. B. Quintanilla - basse, chœurs
- Suzette Quintanilla - batterie, percussions, chœurs
- Jesse « O'Jay » Martinez- batterie, percussion
- Arturo Meza (en) - percussion, congas
- Pete Astudillo - tambourin, chœurs
- Don Shelton - chœurs (décédé en 2014)
- Freddie Corea - chœurs
- Rena Dearman - claviers
- Ricky Landeros - percussions.

## Discographie

### Albums Studios
- Selena (1989)
- Ven conmigo (1990)
- Entre a mi mundo (1992)
- Amor prohibido (1994)
- Dreaming of you (1995)

### Albums de Selena y Los Dinos
- Mis primeras grabaciones (1984)
- The new Girl in town (1985)
- Alpha (1986)
- Muñequito de trapo (1986)
- And the winner Is... (1987)
- Preciosa (1988)
- Dulce amor (1988)